# Solidarność według kobiet
Solidarność według kobiet – pełnometrażowy film dokumentalny w reżyserii Marty Dzido i Piotra Śliwowskiego z 2014 roku.
Premiera filmu odbyła się 6 grudnia 2014 w kinie „Muranów” w Warszawie podczas Festiwalu Filmowego Watch Docs.

## Opis filmu
Film opowiada historię kilkunastu odważnych Polek, których mądrość, determinacja i zaangażowanie w opozycję lat 80. wpłynęły na zmianę realiów politycznych w Polsce. Tym, co spaja dwie płaszczyzny filmu, jest postać współreżyserki i narratorki – Marty Dzido. Urodzona w 1981 roku symboliczna córka „Solidarności” próbuje odzyskać dla kobiet miejsce w narracji historycznej.

## Bohaterki
Janina Jadwiga Chmielowska, Anna Dodziuk, Joanna Duda-Gwiazda, Janina Jankowska, Henryka Krzywonos-Strycharska, Ewa Kubasiewicz-Houée, Barbara Labuda, Helena Łuczywo, Ewa Ossowska, Zofia Romaszewska, Bożena Rybicka-Grzywaczewska, Grażyna Staniszewska, Jadwiga Staniszkis, Ludwika Wujec, Ewa Zydorek, Shana Penn oraz Alina Pienkowska, Anna Walentynowicz.

## Produkcja
Film powstawał w latach 2011–2014 z inicjatywy własnej twórców: Marty Dzido i Piotra Śliwowskiego.
Jego ukończenie było możliwe dzięki partnerstwu publiczno-prywatnemu z Instytutem Pamięci Narodowej, koprodukcji z Instytucją Filmową Silesia Film i Europejskim Centrum Solidarności, przy wsparciu: Polish American Congress Charitable Foundation, International Visegrad Fund, Fundacji Heinricha Bölla, Fundacji Obiektyw-Na, „Młoda Polska” – Programu Ministerstwa Kultury i Dziedzictwa Narodowego, donatorów prywatnych oraz uczestników crowdfundingu na WspieramKulture.pl

## Odbiór
Nagrody i wyróżnienia
- The Krzysztof Kieslowski „Beyond Borders” Award na 11 New York Polish Film Festival[6]
- Złoty Opornik – wyróżnienie na Festiwal Niepokorni Niezłomni Wyklęci[7][8]
- Kulturysta Roku 2014 – plebiscyt radiowej Trójki, nominacja[9]
- specjalna nagroda Polskiego Instytutu Sztuki Filmowej[10]
- Złote Grono – Lubuskie Lato Filmowe, nominacja[11]

Udział w festiwalach
- Watch Docs[12]
- New York Polish Film Festival
- The Delai Film Festival[13][14]
- Niepokorni Niezłomni Wyklęci[15]
- PolskaEire[16]
- Międzynarodowy Festiwal Producentów Filmowych REGIOFUN[17]
- CinEast[18]
- Docudays[19]
- Regained Freedom[20]
- The New Zealand Polish Film Festival[21]
- Unsound Festival[22]
- Lenku Kino Festivalis[23]

W 2016 roku ukazała się książka Kobiety Solidarności (wydawnictwo Świat Książki) autorstwa Marty Dzido, która uzupełnia i rozwija wątki z filmu.